# Majvi Andersson
Klara Majvi Anneli Andersson, född 8 april 1943 i Strängsereds församling i Älvsborgs län, är en svensk socialdemokratisk politiker, som mellan januari och maj 1997 var riksdagsledamot (ersättare) för Stockholms kommuns valkrets.